# École du génie
L'École du génie (EG), anciennement École supérieure et d'application du génie (ESAG), est une école militaire à vocation technique. Située à Angers, elle est ouverte aux personnels du ministère français des Armées et d'autres pays.
Maison mère du génie, elle forme les officiers, sous-officiers, militaires du rang et personnels civils.
L'EG est née du regroupement des écoles du génie existantes en 1995. Elle a été formée à partir de :
- l'École supérieure du génie militaire (ESGM) venant de Versailles ;
- l'École d'application du génie (EAG) sur le même site à Angers.

L'école a pris son nom actuel le 1er août 2009.
Elle accueille par ailleurs une section de cadets de la défense.

## Ascendants
- École royale du génie de Mézières, 1748-1790
- École d'application de l'artillerie et du génie, 1794-1912